# Hodenatrophie
Bei der Hodenatrophie (umgangssprachlich „Schrumpfhoden“) sind einer oder beide Hoden des Mannes stark verkleinert. Das Volumen liegt teilweise unter einem Kubikzentimeter. In der Regel zeigt ein stark atrophierter Hoden keine Funktion mehr – weder eine Produktion von Spermien noch von Hormonen. Liegt das Volumen über einem Kubikzentimeter, wird vereinzelt noch eine Hormonproduktion erreicht.
Ursachen können sein: Hodenentzündung, Hodenbruch, Trauma, Hodentorsion, Durchblutungsstörungen, Missbrauch von Anabolika, Myotone Dystrophie Typ 2, Einnahme von Östrogenpräparaten und Antiandrogenen bei Transsexualismus. Zudem kann eine Hodenatrophie auch durch Lebererkrankungen wie Leberzirrhose hervorgerufen werden.
Es gibt aber auch genetische Ursachen, wie zum Beispiel im Fall des Klinefelter-Syndroms.

## Belege
- Pschyrembel – Klinisches Wörterbuch. de Gruyter